# 奇利鎮區 (伊利諾伊州漢考克縣)
奇利鎮區（英語：Chili Township）是位於美國伊利諾伊州漢考克縣的一個行政鎮區。

## 地方資料
根據2010年美國人口普查的數據，奇利鎮區的面積為97.90平方千米，當中陸地面積為97.82平方千米，而水域面積為0.08平方千米。當地共有人口636人，而人口密度為每平方千米6.5人。